# Borys Kulajew
Borys Kulajew (oset. Хъуылаты Хаджумары фырт Борис; ros. Борис Хаджумарович Кулаев; ur. 18 lipca 1929 w Ardonie, zm. 12 sierpnia 2008) – radziecki zapaśnik, osetyjskiego pochodzenia, walczący w stylu wolnym. Srebrny medalista olimpijski z Melbourne 1956, w kategorii do 87 kg.
Wicemistrz świata w 1957; szósty w 1959 roku.
Drugi w Pucharze Świata w 1956. Mistrz ZSRR w 1955, 1956, 1959 i 1960; drugi w 1952, 1954 i 1957. Zakończył karierę sportową w 1960 roku. Działacz sportowy.